# Woodhouses, Okeover
Woodhouses var en civil parish 1866–1916 när det uppgick i Okeover, i grevskapet Staffordshire i England. Civil parish var belägen 17 km från Leek och hade 22 invånare år 1911.